# 최현배 의복
최현배 의복은 울산광역시 중구 외솔최현배선생기념관에 있는 최현배 선생의 의복이다. 2014년 10월 29일 대한민국의 국가등록문화재 제611호로 지정되었다.

## 개요
한글 운동에 큰 영향을 미친 국어학자인 최현배 선생이 착용한 의류이다. 착용 사진이 남아 있어 착용 시기나 착용 상황 등을 확인할 수 있고, 당시 남성의류 상품에 대한 생산, 유통 등의 정보를 파악할 수 있다.

## 같이 보기
- 최현배

## 참고 자료
- 최현배 의복 - 국가유산청 국가유산포털